# Елизаровское
Елизаровское — деревня в Ореховском сельском поселении Галичского района Костромской области России.

## География
Деревня расположена на берегу реки Вёкса.

## История
Согласно Спискам населённых мест Российской империи в 1872 году деревня относилась к 1 стану Галичского уезда Костромской губернии. В ней числилось 16 дворов, проживало 50 мужчин и 42 женщины.
Согласно переписи населения 1897 года в деревне проживало 140 человек (49 мужчин и 91 женщина).
Согласно Списку населённых мест Костромской губернии в 1907 году деревня относилась к Вознесенской волости Галичского уезда Костромской губернии. По сведениям волостного правления за 1907 год в ней числилось 26 крестьянских дворов и 152 жителя. Основными занятиями жителей деревни, помимо земледелия, были плотницкий и малярный промыслы, сельскохозяйственные работы.
До муниципальной реформы 2010 года деревня входила в состав Унорожского сельского поселения.

## Население
| 2008 | 2010 | 2012 | 2014 |
| ---- | ---- | ---- | ---- |
| 3    | ↘0   | →0   | →0   |